# Нижньокучуцька сільська рада
Ни́жньокучу́цька сільська рада (рос. Нижнекучукский сельский совет) — сільське поселення у складі Благовіщенського району Алтайського краю Росії.
Адміністративний центр та єдиний населений пункт — село Нижній Кучук.

## Населення
Населення — 439 осіб (2019; 558 в 2010, 716 у 2002).